# Linn-Ida Murud
Linn-Ida Murud (ur. 5 czerwca 1995 r.) – norweska narciarka dowolna, specjalizująca się w Half-pipe'ie i Slopestyle'u. Jak dotąd nie startowała na igrzyskach olimpijskich i na mistrzostwach świata. Najlepsze wyniki w Pucharze Świata osiągnęła w sezonie 2011/2012, kiedy to w klasyfikacji generalnej zajęła 45. miejsce, a w klasyfikacji slopestyle'u wywalczyła ex aequo z Kają Turski małą kryształową kulę.

## Sukcesy

### Puchar Świata

#### Miejsca w klasyfikacji generalnej
- 2011/2012 – 45[1].

#### Zwycięstwa w zawodach
1. Jyväskylä – 25 lutego 2012 (Slopestyle)